# Zamora de Hidalgo
Zamora de Hidalgo é a principal cidade do Município de Zamora, um dos 113 municípios que compõem o estado de Michoacán de Ocampo, no México.
Desde o final do século XX a cidade de Zamora integrou um conglomerado urbano com a localidade de Jacona de Plancarte.
Situada num vale fértil, é um tradicional centro de importante zona agrícola. Sua localização geográfica permitiu, ainda, que a cidade se caracterize por ser uma ligação cultural e econômica muito importante entre a zona da Meseta purépecha, a capital do estado (Morelia), a cidade de Sahuayo e a cidade de Guadalajara. Por sua história e vida social, Zamora é também um centro cultura relevante, contando com o Centro Regional das Artes de Michoacán e o Teatro de la Ciudad.

## Dados estatísticos

### Geográficos
- Localiza-se ao norte do estado de Michoacán, nas coordenadas 19° 59' de latitude norte e 102° 17' de longitude oeste.
- Sua altitude é de 1580 m.
- Os limites geo-políticos do munício são: ao norte com os municípios de Ixtlán e de Ecuandureo, a leste com os municípios de Churintzio e de Tlazazalca, ao sul com os municípios de Jacona e de Tangancícuaro e, a oeste, com Chavinda e Tangamandapio.
- Dista da capital 144 km (estrada federal número 15, Morelia-Zamora de Hidalgo).
- Superfície do município: 330,97 km²;

### Demográficos
Dados do Censo Populacional e Habitacional do ano de 2005 (INEGI)
- População do município: 171 826 habitantes
- População da Cidade de Zamora de Hidalgo: 171 826 habitantes
- População urbana de Zamora de Hidalgo: 230 036 habitantes dos quais correspondiam a:
  - Zamora de Hidalgo: 171 826 habitantes.
  - Jacona de Plancarte: 59 288 habitantes.

### Orográficos
O relevo é constituído faz parte do sistema vulcânico transversal mexicano. Encontram-se em seu horizonte os picos de La Beata, La Beatilla, Encinar, Tecari, o Ario e o Grande.

### Hidrografía

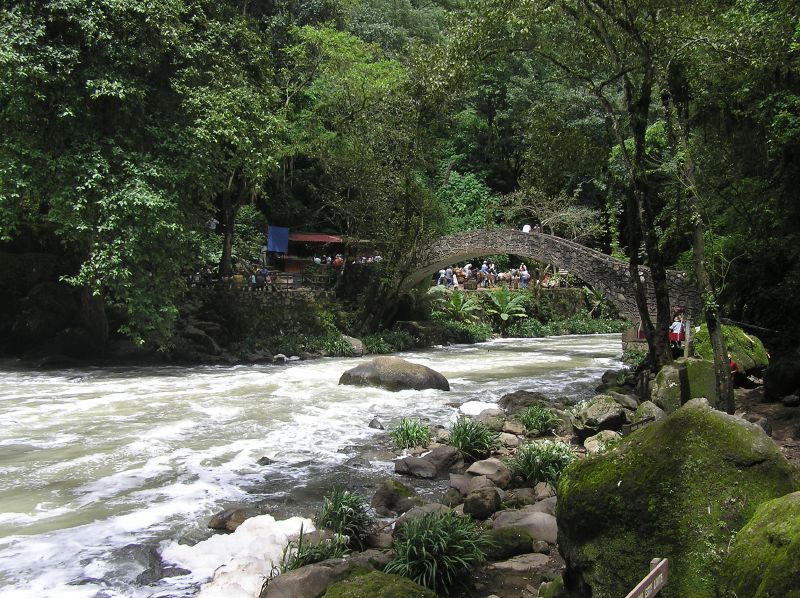
Rio Cupatitzio

Dois sistemas hídricos cruzam o vale. Por um lado o rio Duero, por outro o Celio. Vários riachos confluem para estes rios, entre os mais importantes encontra-se os arroios Prieto, Hondo e Blanco. Há um sistema de represas que contêm e regulam as correntes fluviais, compostos pelas barragens de Álvarez, a del Colorín e a de Abajo. As vazantes são mais ou menos abundantes, conforme a estação do ano.

### Clima
O clima zamorano é temperado tropical; com abundantes chuvas no verão, conta com uma precipitação pluvial anual média de 1000 mm. A temperatura oscila entre 2 °C e 39,2 °C.
| Dados climatológicos para Zamora de Hidalgo | Dados climatológicos para Zamora de Hidalgo | Dados climatológicos para Zamora de Hidalgo | Dados climatológicos para Zamora de Hidalgo | Dados climatológicos para Zamora de Hidalgo | Dados climatológicos para Zamora de Hidalgo | Dados climatológicos para Zamora de Hidalgo | Dados climatológicos para Zamora de Hidalgo | Dados climatológicos para Zamora de Hidalgo | Dados climatológicos para Zamora de Hidalgo | Dados climatológicos para Zamora de Hidalgo | Dados climatológicos para Zamora de Hidalgo | Dados climatológicos para Zamora de Hidalgo | Dados climatológicos para Zamora de Hidalgo |
| Mês                                         | Jan                                         | Fev                                         | Mar                                         | Abr                                         | Mai                                         | Jun                                         | Jul                                         | Ago                                         | Set                                         | Out                                         | Nov                                         | Dez                                         | Ano                                         |
| ------------------------------------------- | ------------------------------------------- | ------------------------------------------- | ------------------------------------------- | ------------------------------------------- | ------------------------------------------- | ------------------------------------------- | ------------------------------------------- | ------------------------------------------- | ------------------------------------------- | ------------------------------------------- | ------------------------------------------- | ------------------------------------------- | ------------------------------------------- |
| Temperatura máxima média (°C)               | 25                                          | 26                                          | 27                                          | 31                                          | 32                                          | 30                                          | 27                                          | 27                                          | 27                                          | 27                                          | 27                                          | 25                                          | 27                                          |
| Temperatura mínima média (°C)               | 8                                           | 9                                           | 11                                          | 13                                          | 16                                          | 17                                          | 16                                          | 16                                          | 16                                          | 14                                          | 11                                          | 8                                           | 12                                          |
| Precipitação (mm)                           | 4                                           | 1                                           | 1                                           | 2                                           | 8                                           | 34                                          | 60                                          | 66                                          | 53                                          | 14                                          | 3                                           | 1                                           | 251                                         |
| Fonte: 06/04/2010                           |                                             |                                             |                                             |                                             |                                             |                                             |                                             |                                             |                                             |                                             |                                             |                                             |                                             |

## História e Nome

### História
A vila de Zamora foi fundada em 1574 por ordem do Vice-Rei Martín Enríquez de Almanza, com povoadores espanhóis procedentes de Zamora, na Península Ibérica. O local original da vila fica onde atualmente chama-se de Plaza de la Fundación. Em anos anteriores a isto o Vice-Rei de Mendoza havia estabelecido um forte, de onde partiu para a conquista do norte mexicano.
Durante o vice-reinado teve grande importância, pois era o centro agrícola do ocidente mexicano, provindo de alimentos às cidades mineradoras como Guanajuato, San Luis Potosí, entre outras.
O padre Miguel Hidalgo, chamado de "el padre de la patria", deu-lhe o título de cidade durante a Independência, em seu palácio de Guadalajara.

### Nome
A cidade de Zamora fica num vale antigamente denominado Tziróndaro, cuja etimologia provém duma palavra purépecha que significa "lugar de ciénegas" ("lugar de pântanos ou zonas húmidas".
O nome de Zamora provém da cidade homônima da Península Ibérica (ver: Zamora), em razão de a maioria de seus primeiros povoadores hispânicos serem oriundos dessa região castelhana. A etimologia do nome remete ao latim civitas murata, ou cidade murada, por estar rodeadas de morros, como também do vocábulo árabe Zamarat, que significa esmeralda, e faz referência à fertilidade e verde do vale castelhano. No caso da Zamora mexicana, estas características se repetem, por ser também um vale fértil, rodeado por montanhas e cortado por dois rios.
A partir de 1953, e como uma homenagem a Miguel Hidalgo y Costilla, que passou pela cidade e ali esteve por alguns dias, foi denominada Zamora de Hidalgo.

## Agricultura e indústria
Situada sobre um território fértil, adequado para as hortaliças e com sistema de irrigação sistematizado, o município é conhecido pela produção de morangos de qualidade superior. Entres suas atividades industriais destaca-se a fabricação de alimentos de origem láctea, como manteiga, queijo e o famoso doce regional conhecido por chongos zamoranos. Também produz peças de vestuário, jóias e cerâmica.

## Turismo
A antiguidade da cidade faz com que possua grande quantidade de edificações de valor histórico, erguidos durante o período do vice-reinado, e do século XIX. Alguns destes monumentos são: o templo de São Francisco, a antiga Catedral inconclusa - hoje santuário de Guadalupe, a maior igreja do México (tem 105 metros de altura, em estilo neo-gótico) - e outros templos católicos, a Biblioteca Pública e o Palácio Federal.
Conta com quatro praças comerciais: Plaza Madero, Zamora, Ana e Plaza las Palomas.
Os principais pontos turísticos são o lago de Camecuaro e o gêiser de Ixtlan, ambos situados a cerca de 15 minutos da cidade, o primeiro em Tangancicuaro e o segundo em Ixtlan de los Hervores.

## Naturais célebres
- José Sixto Verduzco, revolucionário, capitão geral e senador por Michoacán.
- Alfonso García Robles, prémio Nobel da Paz de 1982 e ministro das Relações Exteriores do México.
- Martha Sahagun de Fox, primeira-dama do Governo de Vicente Fox
- Rafael Márquez, jogador de futebol, atuando pelo clube Barcelona, na Espanha e na seleção mexicana.

## Cidades-irmãs
- El Monte, Estados Unidos
- Zamora, Espanha
- Zapopan, México
- Tuxtla Gutiérrez, México